# Das Heldenbuch
Das Heldenbuch ("Hjälteboken"), är samlingsnamnet på ett antal medelhögtyska dikter från 1400- och 1500-talen med stoff från hjältesagan.
Samlingarna är bevarad i ett flertal äldre tryck och innehåller bland annat Ortnit, Wolfdietrich, Rosengarten och Laurin. I en handskrift i Dresden finns ytterligare sagor bland annat Eckenlied och Sigenrot med motiv ur Didrikssagan.